# W. Günther Rohr

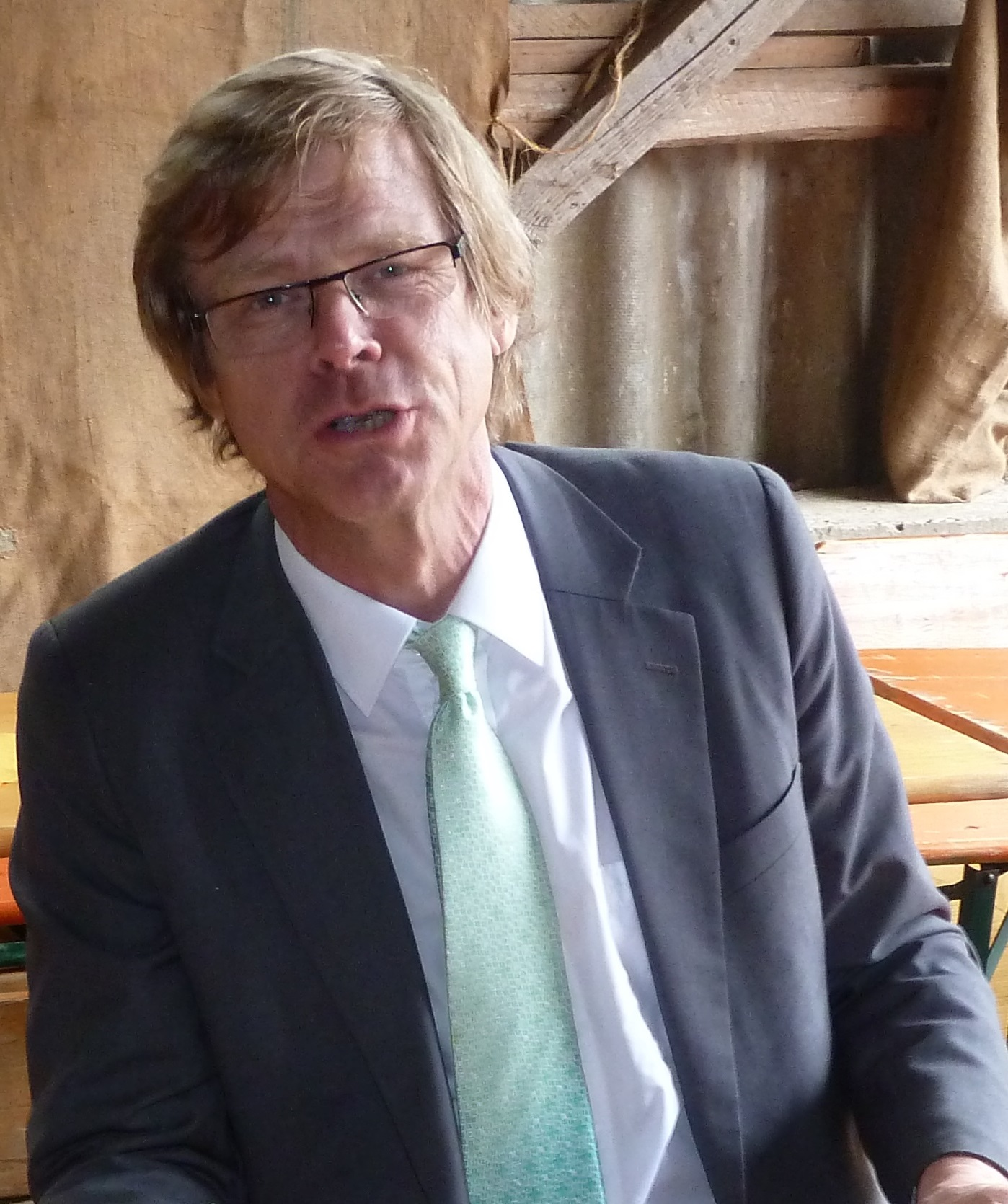
W. Günther Rohr, 2011

W. Günther Rohr, geb. als Walter Günther Ganser (* 17. Oktober 1956 in Bernkastel-Kues; † 5. August 2015 in Kairo), war ein deutscher Mediävist mit dem Schwerpunkt Literaturwissenschaft. Seine Forschungsschwerpunkte waren historische Kulturwissenschaft, Editionen und Editionsphilologie, Kodikologie und Paläographie, Lexikologie und Lexikographie, Geschichte der Germanistik sowie Landeskunde/‚German Studies‘. Darüber hinaus lehrte er auch Neuere deutsche Literatur und Deutsch als Fremdsprache (DaF).

## Leben
W. Günther Rohr legte 1975 sein Abitur an der Stiftsschule St. Johann in Amöneburg ab. Er studierte dann hauptsächlich Germanistik (mit dem Schwerpunkt Mediävistik) an den Universitäten in Marburg, Hamburg und am King’s College London. 1985 wurde er (noch unter dem Nachnamen Ganser) an der Universität Marburg von Helmut Lomnitzer mit einer Arbeit über die niederländische Version der Reisebeschreibung von Jean de Mandeville (Johann von Mandeville) promoviert. Die Habilitation erfolgte 1997 bei Walter Röll an der Universität Trier mit einer Arbeit über die Entlehnung und die frühe Entwicklung des Adjektivs ,klâr'.
Zwischen 1997 und 2015 war W. Günther Rohr, im letzten Lebensjahrzehnt insbesondere für den Deutschen Akademischen Austauschdienst (DAAD), an zahlreichen in- und ausländischen Universitäten als Gastdozent, als Lektor und als (Vertretungs-)Professor tätig u. a. an der Universität Duisburg-Essen, in Kabul, Kairo, Kassel, Kiel, Leipzig, Osnabrück, Plovdiv und Seoul. An der Universität Koblenz-Landau war er apl. Professor. 2017 wurde der Sammelband Krieg – Religion – Psyche. Hochschuldidaktische Herausforderungen der DAAD-Lektoratsarbeit in der MENA-Region. Dokumentation der Anträge und Beiträge, herausgegeben von Michael Fisch und Julia Wolbergs, erschienen als Band 4 in der Buchreihe „Beiträge zur transkulturellen Wissenschaft“ im Weidler Buchverlag in Berlin, W. Günther Rohr gewidmet.

## Monographien
- als Günther W. Ganser: Die niederländische Version der Reisebeschreibung Johanns von Mandeville. Untersuchungen zur handschriftlichen Überlieferung. (= Amsterdamer Publikationen zur Sprache und Literatur. Band 63). Dissertation Universität Trier 1984. Rodopi, Amsterdam 1985, ISBN 90-6203-508-6.
- Die Entlehnung und die frühe Entwicklung des Adjektivs ,klâr'. Eine Fallstudie zur hochdeutschen Literatursprache des Mittelalters. Habilitationsschrift 1997, OCLC 248591901. (unveröffentlicht).
- Einführung in die historische Grammatik des Deutschen. Busse Verlag, Hamburg 1999, ISBN 3-87548-191-7.
- Reineke, Isegrim & Co. Katalog zur Ausstellung in der Landesbibliothek Oldenburg vom 19. März bis 29. Mai 2009. Isensee Verlag, Oldenburg 2009, ISBN 978-3-89995-599-6.

## Sammelbände (Auswahl)
- mit Thomas Honegger: Tier und Religion (= Das Mittelalter. 12 Jg. 2007, H. 2). Akademie Verlag, Berlin 2008.
- mit Amand Berteloot: Unter Tieren. Fabelhafte Ausstellung um Reineke, Isegrim & Co. Carl Böschen Verlag, Siegen 2005, ISBN 3-932212-65-7.

## Aufsätze (Auswahl)
- Überlegungen zu Autor und Publikum des Ysengrimus. In: Amsterdamer Beiträge zur älteren Germanistik. 25. Jg. 1986.
- Konrads von Würzburg kleiner Roman Engelhard. In: Euphorien. 93. Jg. 1999.
- Reynke de vos in protestantischer Moralisation. In: Reinardus. 13. Jg. 2000.
- Die niederrheinische Schaffensphase Konrads von Würzburg als germanistische Legende. In: Dieter Stellmacher (Hrsg.): Dialektologie zwischen Tradition und Neuansätzen. Franz Steiner Verlag, Stuttgart 2000, ISBN 3-515-07762-6.
- Etymologie und Deutung der Natur bei Konrad von Megenberg und Jacob van Maerlant. In: Amand Berteloot, Detlev Hellfaier (Hrsg.): Jacob van Maerlants 'Der naturen bloeme' und das Umfeld. Waxmann Verlag, Münster 2001, ISBN 3-8309-1034-7.
- klârheit zwischen Geistlichkeit und Weltlichkeit. In: Rüdiger Görner (Hrsg.): Traces of Transcendency / Spuren des Transzendenten. Religious Motifs in German Literature and Thought. Iudicium Verlag, München 2001, ISBN 3-89129-649-5.
- Ausprägung und Funktion einer künstlichen Sprache – Das Klingonische. In: Nina Rogotzki, Helga Brandt (Hrsg.): "Faszinierend!" STAR TREK und die Wissenschaften. Steve-Holger Ludwig Verlag, Kiel 2003, ISBN 3-933598-70-2.
- Johann von Mandeville. Peregrinatio et curiositas. In: MittelalterMythen. 4. Jg., 2005.
- Roland und Arnold und die anderen. In: Susanne Craemer (Hrsg.): Europäische Begegnungen. Beiträge zur Literaturwissenschaft, Sprache und Philosophie. Festschrift für Joseph Kohnen. Centre Univ. de Luxembourg, Luxembourg 2006, ISBN 2-87971-235-1.
- Herman Weigers (Herman Veigere) dänische Bearbeitung des Rostocker Reynke de vos in der europäischen Tierepik-Tradition. In: Jahrbuch der Oswald von Wolkenstein-Gesellschaft. 16. Jg., 2006/7.
- Liebe in Thürings von Ringoltingen Melusine. Die Beziehung Reymonds und Melusines vor dem Hintergrund der zeitgenössischen Ehelehre. In: Catherine Drittenbass, André Schnyder (Hrsg.): Eulenspiegel trifft Melusine. Der frühneuhochdeutsche Prosaroman im Licht neuer Forschungen und Methoden. Editions Rodopi, Amsterdam 2010, ISBN 978-90-420-3059-6.
- Ich sihe hie mangen Artûs. Der Artûshof im Parzival Wolframs von Eschenbach. In: Helga Arena u. a. (Hrsg.): "Und wer bist du, der mich betrachtet?" : populäre Literatur und Kultur als ästhetische Phänomene. Festschrift für Helmut Schmiedt. Aisthesis-Verlag, Bielefeld 2010, ISBN 978-3-89528-814-2.
- Rainer Maria Rilkes Gott im Mittelalter. In: Ilija Dürhammer (Hrsg.): Mystik, Mythen & Moderne. Trakl • Rilke • Hofmannsthal. 16 Gedicht-Interpretationen. Präsens-Verlag, Wien 2010, ISBN 978-3-7069-0614-2.
- Trinken von Liebe und Tod. Zaubertränke in Richard Wagners Ring des Nibelungen. In: Ulrich Müller u. a. (Hrsg.): Rhein und Ring, Orte und Dinge: Interpretationen zu Richard Wagners "Der Ring des Nibelungen". Verlag Müller-Speiser, Salzburg 2011.
- Adolf Muschgs Der rote Ritter als moderner Roman. In: Dogilmunhak. Koreanische Zeitschrift für Germanistik. 2011.
- Die Geier-Wally und die deutsche Geschichte. In: DaF-Szene Korea. 37. Jg., 2013.